# Guy de Thil
Guy de Thil, descendant de Gauthier de Thil, seigneur de Thil et de Nolay, est un seigneur bourguignon, vassal du duc de Bourgogne.

## Biographie
Guy de Thil est un vassal d'Eudes III, duc de Bourgogne. Son sceau apparaît notamment sur une charte concernant Saint-Jean de Semur-en-Auxois en 1198.
Il reçut aussi des papes Eugène III et Anastase IV l'office de défenseur de l'abbaye de Vézelay.
Son mariage avec Bonne de Nolay lui permet de devenir seigneur du bourg en 1194.

## Famille
De son mariage avec Bonne de Nolay, un fils nous est connu :
- Guillaume de Thil.